# Distretto di Kiriwina-Goodenough
Il distretto di Kiriwina-Goodenough (in inglese Kiriwina-Goodenough District) è un distretto della Papua Nuova Guinea appartenente alla provincia della Baia di Milne. Ha una superficie di 1.107 km² e 48.000 abitanti (stima nel 2000)